# Мейлир Мейлирион
Мейлир Мейлирион (Мейлир ап Исфаэл; валл. Meilir Meilirion, Meilir ap Ysfael) — правитель Мейлириона (500—530), суб-королевства, подчиненного королевству Гвинед.

## Биография
Мейлир родился в семье Исфаэла Героя. После смерти отца он унаследовал Исвейлион, но на него напали ирландцы и захватили остров. Мейлир вместе с братьями бежали за помощью к своему двоюродному брату Кадваллону Длиннорукому, королю Гвинеда. Кадваллон помог своим родичам вернуть остров, нанеся поражение ирландцам, но после этого остров был поделен пополам между Кадваллоном и Мейлиром. Крепость Каэр-Гох стала владением брата Мейлира, Кинира. Новообразовавшееся государство стало называться Мейлирионом.
Мейлир правил примерно до 530 года, его потомки стали вассалами королей Гвинеда.